# Бабчикская
Бабчи́кская (также Кара́мская; укр. Бабчицька, крымскотат. Babçıq, Бабчыкъ) — маловодная балка (река) в северной части Керченского полуострова, длиной 8,5 км, с площадью водосборного бассейна 27,9 км². Относится в группе рек Керченского полуострова. Начало балки находится севернее пгт Багерово на северных склонах Митридатского гребня, течёт, в основном, на север. В среднем течении балка носит название Карамская, впадает в южную оконечность озера Чокрак. У Бабчикской 2 притока, оба безымянные, из них значительный левый, впадающий в 0,6 км от устья, длиной 5,1 км, с площадью водосборного бассейна 4,4 км², берущий начало юго-восточнее горы Мирошниково. В балке сооружены 4 пруда площадью 27 гектаров.
Название балки происходит от бывшего селения Бабчик, издревле располагавшемуся в ней.